# Ochenki
Ochenki (prononciation : [ɔˈxɛŋki]) est un village polonais de la gmina de Młynarze dans le powiat de Maków de la voïvodie de Mazovie dans le centre-est de la Pologne.
Il se situe à environ 22 kilomètres au nord-est de Maków Mazowiecki (siège du powiat) et à 87 kilomètres au nord de Varsovie (capitale de la Pologne).

## Histoire
De 1975 à 1998, le village appartenait administrativement à la voïvodie d'Ostrołęka.